# Госконюшня (Волгоградська область)
Госконюшня (рос. Госконюшня) — селище у Ольховському районі Волгоградської області Російської Федерації.
Населення становить 12 осіб. Входить до складу муніципального утворення Кам'янобродське сільське поселення.

## Історія
Селище розташоване у межах українського історичного та культурного регіону Жовтий Клин.
Згідно із законом від 24 грудня 2004 року № 978-ОД органом місцевого самоврядування є Кам'янобродське сільське поселення.

## Населення
| 2010 |
| ---- |
| 12   |